# Burali-Fortiho paradox
Burali-Fortiho paradox je poznatek publikovaný roku 1897, který spolu s dalšími výsledky podobného typu (označovanými jako paradoxy nebo antinomie) vedl ke krizi klasické naivní teorie množin a jejímu následnému nahrazení axiomatickým systémem. Burali-Fortiho paradox se týká ordinálních čísel.

## Podstata paradoxu
Podle definice je ordinální číslo každá množina, která je ostře dobře uspořádána relací "býti prvkem" a navíc každý její prvek je zároveň její podmnožinou.

Uvažujme nyní na chvilku o množině {\displaystyle \mathbb {O} n\,\!}, která obsahuje všechna ordinální čísla. Taková množina je určitě ostře dobře uspořádaná relací {\displaystyle \in } a navíc každý svůj prvek – ordinální číslo – obsahuje určitě i jako podmnožinu. To ovšem znamená, že {\displaystyle \mathbb {O} n\,\!} je sama také ordinální číslo, které je větší než všechna ordinální čísla a tedy i než ona sama. To je ale samozřejmě nesmysl.

## Řešení paradoxu
V době publikování byl Burali-Fortiho výsledek často zlehčován s tím, že se jedná o „příliš velkou“ množinu – na „rozumných“ množinách k něčemu podobnému docházet nemůže. Proto se také vžilo označení paradox, ačkoliv ve skutečnosti se jednalo o spor v klasické definici množiny jako „souboru objektů (prvků) vymezených pomocí operace náležení“.
Teprve později, společně s dalšími „paradoxy“, z nichž jako nejdůležitější se ukázal Russellův paradox, vedl tento výsledek ke kompletnímu přepracování základů teorie množin na axiomatickém základě – viz Zermelova–Fraenkelova teorie množin.
V axiomatické teorii množin již žádným způsobem nelze zkonstruovat výše uvedenou množinu {\displaystyle \mathbb {O} n\,\!} – Burali-Fortiho výsledek je vlastně důkazem toho, že {\displaystyle \mathbb {O} n\,\!} není množina, ale vlastní třída.